# Zaischnopsis simillima
Zaischnopsis simillima är en stekelart som först beskrevs av William Harris Ashmead 1904.  Zaischnopsis simillima ingår i släktet Zaischnopsis och familjen hoppglanssteklar. Inga underarter finns listade i Catalogue of Life.